# Murvica Islet
Murvica Islet är en holme i Kroatien.   Den ligger i länet Split-Dalmatien, i den södra delen av landet, 260 km söder om huvudstaden Zagreb.